# 沃巴东
沃巴东（法語：Vaubadon，法語發音：[vobadɔ̃] ⓘ）是法国卡尔瓦多斯省的一个旧市镇，属于巴约区。2016年，沃巴东与市镇巴勒鲁瓦合并为新市镇德龙河畔巴勒鲁瓦。

## 地理
沃巴东（49°12'23"N, 0°50'17"W）面积7.54 平方千米，位于法国诺曼底大区卡爾瓦多斯省，该省份为法国西北部沿海省份，北濒大西洋英吉利海峡，东北与滨海塞纳省以海上边界相接，东临厄尔省，南至奧恩省，西与芒什省接壤。
与沃巴东接壤的市镇（或旧市镇、城区）包括：巴勒鲁瓦、卡斯蒂永、蒙菲凯、勒特龙凯。

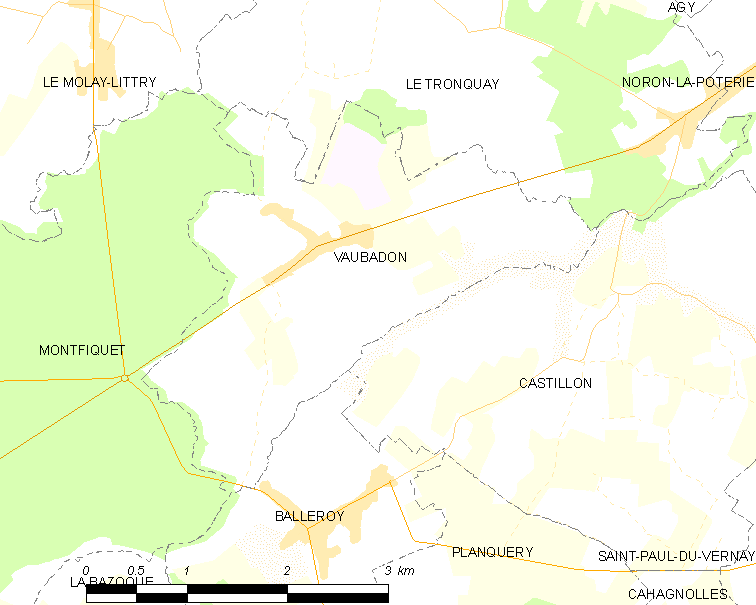
沃巴东的OSM定位图

沃巴东的时区为UTC+01:00、UTC+02:00（夏令时）。

## 行政
沃巴东的邮政编码为14490，INSEE市镇编码为14727。

## 政治
沃巴东所属的省级选区为特雷维耶尔县。

## 人口

1962-2008年间沃巴东人口变化图示

沃巴东于2018年1月1日时的人口数量为446人。